# Jacob Hertzler
Jacob Hertzler (1703 – 1786) var den første Amish-biskop i USA. Han blev født i Schweiz, hvor han også blev indsat som biskop. Senere flyttede han med sin familie til Pfalz, hvor han levede nær Kaiserslautern. I 1749 blev han sendt til Pennsylvania, så de stedlige Amish kunne have en biskop. Han ankom til Philadelphia den 9. september 1749.